# HD 93250
HD 93250 (HIP 52558 / SAO 238423 / GC 14791) es una estrella en la constelación de Carina de magnitud aparente +7,50. Situada a unos 7500 años luz del sistema solar, se encuentra en la nebulosa de Carina (NGC 3372) dentro del cúmulo estelar Trumpler 16.
HD 93250 es una estrella azul de tipo espectral O3.5V. Con una masa aproximada entre 83,3 y 118 masas solares, está considerada una de las estrellas más masivas que existen, comparable a η Carinae o a las componentes de HD 93129. Es una estrella extraordinariamente caliente, con una temperatura efectiva cercana a los 45 000 K.
Tiene un diámetro entre 15,9 y 19,9 veces más grande que el diámetro solar y gira sobre sí misma con una velocidad proyectada de 107 km/s.
Aun siendo un millón de veces más luminosa que el Sol, se piensa que HD 93250 todavía no ha abandonado la secuencia principal, esto es, continúa fusionando hidrógeno en su núcleo.
Como otras estrellas semejantes, pierde masa a un ritmo muy elevado; según la fuente consultada ésta pérdida se cuantifica entre 3,45 × 10-6 y 5,42 × 10-7 veces la masa solar por año.
HD 93250 no muestra variaciones fotométricas ni en su velocidad radial, por lo que es considerada una estrella sola sin ninguna compañera estelar. Sin embargo, se ha observado emisión de radio no térmica, característica generalmente considerada como evidencia de la colisión de vientos estelares en estrellas binarias de tipo O.